# Warrilow

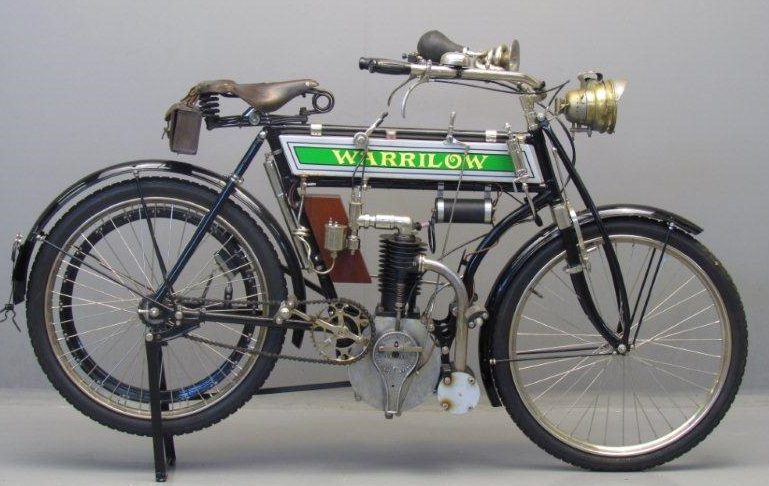
Warrilow uit 1906

Warrilow is een historisch Brits merk van motorfietsen.
Dit merk produceerde in elk geval rond 1906 motorfietsen met een Quadrant inbouwmotor. Dit was een kop/zijklepmotor waarvan de uitlaatklep als gecommandeerde zijklep was uitgevoerd, en de inlaatklep als snuffelklep. De motorfiets was vrij luxe uitgevoerd, met een carbidlamp, een speciaal gebouwd frame waarin het blok dragend was opgehangen. De aandrijving naar het achterwiel geschiedde door een aandrijfriem en de motorfiets moest worden aangefietst. Hoewel er trappers waren toegepast (vanwege het aanfietsen), waren er ook twee vóór het motorblok geplaatste voetsteunen, zodat de berijder een ontspannen zithouding kreeg. Boven de linker voetsteun was een rempedaal aangebracht, dat via een stangenstelsel de achterrem bediende. Opvallend was dat bij deze motorfietsen sommige elementen (zoals de voorrem) al met bowdenkabels bediend werden.